# Blaueis
El Blaueis (que quiere decir "El hielo azul") es el glaciar más septentrional de los Alpes, se encuentra dentro del municipio de Ramsau en la parte bávara de los Alpes de Berchtesgaden, Alemania. El glaciar se encuentra expuesto en la laderas orientadas al norte en la parte superior del circo de Blaueis, situado entre la roca enfrente de Blaueisspitze (2480 m), Hochkalter (2607 m) y Kleinkalter (2513 m), y que tiene forma de herradura.
Debido a su altitud relativamente baja, el Blaueis se ha visto particularmente afectado por el retroceso glaciar, que es común entre los glaciares alpinos. Desde mediados de 1980, las rocas en medio de Blaueis se han vuelto cada vez más libres de nieve y la parte superior del glaciar esta ahora más o menos separada de la esfera más baja de lo que ahora se considera «hielo muerto».